# Juan José de Arias Saavedra y Verdugo (obraz Francisca Goi)
Juan José de Arias Saavedra y Verdugo – obraz olejny hiszpańskiego malarza Francisca Goi. Portret przedstawiający Juana José de Arias Saavedrę y Verdugo znajduje się w prywatnej kolekcji.

## Okoliczności powstania
Lata 90. XVIII wieku były dla Goi okresem transformacji stylistycznej i intensywnej aktywności malarskiej. Obraz powstał ok. 1794–1795 roku, kilka lata po ataku ciężkiej choroby, w wyniku której Goya prawie rok walczył ze śmiercią, paraliżem i ślepotą. Doszedł do zdrowia tylko częściowo, pozostał jednak głuchy do końca życia. Szybko wrócił do pracy, mimo że nadal odczuwał następstwa choroby. Starał się przekonać kręgi artystyczne, że choroba nie osłabiła jego zdolności malarskich, gdyż plotki o jego ułomności mogły poważnie zaszkodzić dalszej karierze. Zaczął pracować nad obrazami gabinetowymi niewielkich rozmiarów, które nie nadwerężały jego fizycznej kondycji. Choroba przerwała także jego cieszącą się powodzeniem pracę portrecisty, do której powrócił z zaostrzonym zmysłem obserwacji, być może spotęgowanym przez utratę słuchu. Goya malował członków rodziny królewskiej, arystokracji, burżuazji, duchownych, polityków, bankierów, wojskowych oraz ludzi związanych z kulturą. Często portretował też swoich przyjaciół z kręgu liberałów i ilustrados.

## Opis obrazu
Do tej ostatniej grupy oświeconych Hiszpanów należał Juan José de Arias (1737–1811), bliski przyjaciel i nauczyciel polityka Gaspara Melchora Jovellanosa. Goya przedstawił go w półpostaci na neutralnym tle. Ma na sobie ciemny surdut i białą koszulę. W lewej ręce trzyma dokument, a prawa jest ukryta pod połą surduta. Światło skupia się na twarzy modela, Arias nie patrzy bezpośrednio na widza, co stwarza efekt pewnego dystansu.

## Proweniencja
Obraz należał do przyjaciela Ariasa polityka Gaspara Melchora de Jovellanosa i jego spadkobierców, aż do czasów współczesnych.